# Liste der Chief Justice of the Gambia
Der Chief Justice of the Gambia deutsch Oberste Richter Gambias ist der Leiter der gambischen Justiz und für die Verwaltung und Aufsicht der Gerichte verantwortlich. Er ist zugleich auch der Vorsitzende Richter des Obersten Gerichtshofs Gambias. Amtsinhaber ist seit dem 15. Februar 2017 Hassan Bubacar Jallow.
Richter aus anderen Commonwealth-Ländern waren bereits als Vorsitzende Richter Gambias tätig, der derzeitige Vorsitzende Richter ist jedoch gebürtiger Gambier.

## Liste der Chief Justice of the Gambia
| Chief Justice                         | Amtszeit                           | Dauer der Amtszeit  | Ernennung durch                                                                    | Vorherige Position                                                                            |
| ------------------------------------- | ---------------------------------- | ------------------- | ---------------------------------------------------------------------------------- | --------------------------------------------------------------------------------------------- |
| Richard Graves MacDonnell (1814–1881) | 20. Juli 1843 bis 1. Oktober 1847  | 4 Jahre und 73 Tage | Henry Froude Seagram Gouverneur von Gambia                                         | Barrister-at-Law, Lincoln’s Inn (1841–1843)                                                   |
| John Iles Mantell (1813–1893)         | 1847–1867                          | 19–20 Jahre         | Richard Graves MacDonnell Gouverneur von Gambia                                    |                                                                                               |
| Francis Smith (1847–1912)             | 1879–1887                          | 7–8 Jahre           | Valesius Skipton Gouldsbury Verwaltor von Gambia                                   | Barrister-at-Law, Middle Temple (1871–1879)                                                   |
| Edward Archibald Hume (1878–1915)     | 1909–1913                          | 3–4 Jahre           | George Chardin Denton Gouverneur von Gambia                                        | Barrister-at-Law, Lincoln’s Inn (1902–1909)                                                   |
| Joseph Wiseham (1906–1972)            | 1957–1968                          | 10–11 Jahre         | Percy Wyn-Harris Gouverneur von Gambia                                             |                                                                                               |
| Sir Phillip Bridges (1922–2007)       | 1968–1983                          | 14–15 Jahre         | Dawda Jawara Primeminister von Gambia (1962–1970) Präsident von Gambia (1970–1994) | Attorney General of the Gambia (1964–1968)                                                    |
| Emmanuel Ayoola (1933–2024)           | 1983–1992                          | 8–9 Jahre           | Dawda Jawara Primeminister von Gambia (1962–1970) Präsident von Gambia (1970–1994) | Richter am Court of Appeal of the Gambia (1980–1983)                                          |
| Ibrahim A. Omoson († 2002)            | 1992–1995                          | 2–3 Jahre           | Dawda Jawara Primeminister von Gambia (1962–1970) Präsident von Gambia (1970–1994) |                                                                                               |
| Omar H. Aghali                        | 1995–1998                          | 2–3 Jahre           | Yahya Jammeh Präsident von Gambia                                                  |                                                                                               |
| Felix M. Lartey                       | 1999–2001                          | 1–2 Jahre           | Yahya Jammeh Präsident von Gambia                                                  |                                                                                               |
| Muhammed Arif (* 1937)                | 2001–2003                          | 1–2 Jahre           | Yahya Jammeh Präsident von Gambia                                                  | Richter am Supreme Court of Pakistan (1998–2002)                                              |
| Stephen Alan Brobbey                  | 31. Juli 2004 bis 6. Februar 2006  | 1 Jahr, 190 Tage    | Yahya Jammeh Präsident von Gambia                                                  | Richter am Supreme Court of Ghana                                                             |
| Abdou Kareem Savage († 2015)          | 22. Februar 2006 bis 8. Juni 2009  | 3 Jahre, 106 Tage   | Yahya Jammeh Präsident von Gambia                                                  | Richter am Supreme Court of the Gambia                                                        |
| Emmanuel Agim (* 1960)                | 2009–2013                          | 3–4 Jahre           | Yahya Jammeh Präsident von Gambia                                                  | Richter am Supreme Court of the Gambia                                                        |
| Joseph Wowo (* 1966)                  | 20. Juni 2013 bis 19. Juli 2013    | 29 Tage             | Yahya Jammeh Präsident von Gambia                                                  | Richter am Court of Appeal of the Gambia (2009–2013)                                          |
| Mabel Agyemang (* 1962)               | 1. August 2013 bis 3. Februar 2014 | 186 Tage            | Yahya Jammeh Präsident von Gambia                                                  | Richter am Court of Appeal of the Gambia (2010–2013)                                          |
| Ali Nawaz Chowhan († 2023)            | 6. März 2014 bis 12. Mai 2015      | 1 Jahr, 67 Tage     | Yahya Jammeh Präsident von Gambia                                                  | Richter des Internationalen Strafgerichtshof für das ehemalige Jugoslawien (2006–2009)        |
| Emmanuel Fagbenle (* 1958)            | 13. Mai 2015 bis 20. Januar 2017   | 1 Jahr, 252 Tage    | Yahya Jammeh Präsident von Gambia                                                  | Richter am Court of Appeal of the Gambia (2009–2015)                                          |
| Hassan Bubacar Jallow (* 1951)        | 15. Februar 2017–                  |                     | Adama Barrow Präsident von Gambia                                                  | Ankläger des Internationalen Residualmechanismus für die Ad-hoc-Strafgerichtshöfe (2012–2016) |